# Jacques Ouellet (poète)
Pour le linguiste, voir Jacques Ouellet (linguiste).
Pour les articles homonymes, voir Ouellet.
Jacques Ouellet, né le 22 août 1947 à Québec, est un poète québécois.

## Biographie
Jacques Ouellet est un poète québécois.
Il publie sept recueils : Qui ose regarder (Éditions Leméac, 1987), Où serons-nous dans une heure (Éditions du Noroît, 1990), L'enfant du voyage (Éditions du Noroît, 1994), Ce que nous tenons à distance (Éditions du Noroît, 1999), N'y allez pas (Éditions du Noroît, 2004), On ne laisse rien (Éditions du Noroît, 2014) ainsi que Apparaître disparaître : on ne s'échappe pas si facilement (Les Croque mots, 2019),,,. Jacques Ouellet est récipiendaire du Prix Octave Crémazie (1987),.
Il signe des textes dans plusieurs revues littéraires au Québec, en France ainsi qu'en en Belgique. En 1998, le centre d'études poétiques du Cégep de Ste-Foy organise une soirée hommage à son œuvre.
À l'occasion du 20e anniversaire de la Charte de la langue française (1997), île du réservoir de Caniapiscau est baptisé Le chuchotis des rives, un extrait de son recueil L'enfant du voyage.
Jacques Ouellet est membre de l'Union des écrivaines et des écrivains québécois.

## Œuvres

### Poésie
- Qui ose regarder, Montréal, Éditions Leméac, 1987, 58 p. (ISBN 2760910288)
- Où serons-nous dans une heure, avec trois eaux-fortes de Nicole G.-Ouellet, Montréal, Éditions du Noroît, 1990, 75 p. (ISBN 2890182029)
- L'enfant du voyage, Montréal, Éditions du Noroît, 1994, 85 p. (ISBN 2-89018-297-5)
- Ce que nous tenons à distance, Montréal, Éditions du Noroît, 1999, 85 p. (ISBN 2-89018-432-3)
- N'y allez pas, Montréal, Éditions du Noroît, 2004, 94 p. (ISBN 2-89018-531-1)
- On ne laisse rien, Montréal, Éditions du Noroît, 2014, 105 p. (ISBN 9782890188730)
- Apparaître disparaître : on ne s'échappe pas si facilement, avec des monotypes de Nicole Gagné, Québec, Les Croque mots, 2019, 23 p. (ISBN 9782981747433)

## Prix et distinctions
- 1987 - Récipiendaire : Prix Octave-Crémazie (pour Qui ose regarder)
- 1999 - Mention : Prix Félix-Antoine-Savard[7]